# C't'à ton tour, Laura Cadieux
Pour les articles homonymes, voir Cadieux.
Série
Laura Cadieux... la suite
(1999)
Pour plus de détails, voir Fiche technique et Distribution.
C't'à ton tour, Laura Cadieux est un film québécois de Denise Filiatrault, sorti en 1998. Ce film est l'adaptation cinématographique du roman éponyme de l'auteur québécois Michel Tremblay sorti en 1973.

## Synopsis
À la fois obsédée et déprimée par son problème de poids, Laura Cadieux (Ginette Reno) attend ses injections hebdomadaires de réduction de poids. Elle rencontre ainsi une variété de gens qui ont le même problème qu'elle. Pendant ce temps, sa meilleure amie, Madame Therrien (Pierrette Robitaille), fouille la ville pour retrouver son fils Vincent ,ne sachant pas qu'il est en sécurité avec Laura.

## Fiche technique
Sources : IMDb et Films du Québec
- Titre original : C't'à ton tour, Laura Cadieux
- Réalisateur : Denise Filiatrault
- Scénario : Denise Filiatrault, d'après le roman éponyme de Michel Tremblay
- Musique : François Dompierre
- Direction artistique : Stéphane Roy
- Costumes : Helen Rainbird
- Maquillage : Nathalie Trépanier
- Coiffure : Serge Morache
- Photographie : Daniel Jobin (en)
- Son : Serge Beauchemin, Viateur Paiement, Louis Gignac
- Montage : Richard Comeau
- Production : Denise Robert
- Société de production : Cinémaginaire
- Société de distribution : Alliance Atlantis
- Pays de production :  Canada
- Langue originale : français
- Format : couleur
- Genre : comédie
- Durée : 92 minutes
- Dates de sortie :
  - Canada :
    - 25 septembre 1998 (première au Festival international du film Cinéfest Sudbury (en))
    - 9 octobre 1998 (sortie en salle au Québec)
    - 18 décembre 2001 (DVD)
- Classification :
  - Québec : 13 ans et plus (Langage vulgaire)[2]

## Distribution
- Ginette Reno : Laura Cadieux
- Pierrette Robitaille : Mme Therrien
- Denise Dubois : Mme Brouillette
- Samuel Landry : Ti-Gars
- Adèle Reinhardt : Lucille Bolduc
- Mireille Thibault : Mme Gladu
- Denis Bouchard : Dédé
- Martin Drainville : Albert
- Danièle Lorain : Vovonne
- Sonia Vachon : Alice Thibodeau
- Renée Claude : Mme Touchette
- Sophie Lorain : Mme Tardif
- Donald Pilon : Oscar Blanchette
- Pauline Lapointe : Germaine Lauzon
- Jean Marchand : le gynécologue
- Roger La Rue : policier
- Dominic Philie : gardien de sécurité
- Louis Champagne : le chauffeur de bus
- Isabelle Lajeunesse : serveuse de crème glacée
- Christiane Pasquier : cliente prise pour une police de magasin
- Johanne Fontaine : cliente en jeans
- Suzanne Garceau : Mme Lajoie
- Jean-Guy Bouchard : Pit Cadieux, époux de Laura
- Marie-Claude Lefebvre : Madeleine Cadieux, fille de Laura
- Kathleen Fortin : mannequin
- Nicole Lorange : chanteuse d'opéra
- Hugo Dubé : contrôleur au métro Beaudry